# Románia a 2018. évi téli olimpiai játékokon
Románia a dél-koreai Phjongcshangban megrendezett 2018. évi téli olimpiai játékok egyik részt vevő nemzete volt. Az országot az olimpián 8 sportágban 27 sportoló képviselte, akik érmet nem szereztek.

## Alpesisí
Férfi
| Versenyző       | Versenyszám      | 1. futam      | 1. futam      | 2. futam | 2. futam | Összesítés | Összesítés |
| Versenyző       | Versenyszám      | Idő           | Hely.         | Idő      | Hely.    | Idő        | Helyezés   |
| --------------- | ---------------- | ------------- | ------------- | -------- | -------- | ---------- | ---------- |
| Alexandru Barbu | Óriás-műlesiklás | 1:19,74       | 66.           | 1:17,40  | 52.      | 2:37,14    | 55.        |
| Alexandru Barbu | Műlesiklás       | nem ért célba | nem ért célba | kiesett  | kiesett  | kiesett    | kiesett    |

Női
| Versenyző         | Versenyszám            | 1. futam   | 1. futam   | 2. futam | 2. futam | Összesítés | Összesítés |
| Versenyző         | Versenyszám            | Idő        | Hely.      | Idő      | Hely.    | Idő        | Helyezés   |
| ----------------- | ---------------------- | ---------- | ---------- | -------- | -------- | ---------- | ---------- |
| Ania Monica Caill | Lesiklás               |            |            |          |          | 1:45,06    | 28.        |
| Ania Monica Caill | Szuperóriás-műlesiklás |            |            |          |          | 1:25,74    | 36.        |
| Ania Monica Caill | Óriás-műlesiklás       | nem indult | nem indult | kiesett  | kiesett  | kiesett    | kiesett    |

## Biatlon
Férfi
| Versenyző                                           | Versenyszám            | Időeredmény | Lövőhiba    | Helyezés |
| --------------------------------------------------- | ---------------------- | ----------- | ----------- | -------- |
| George Buta                                         | 20 km egyéni indításos | 51:55,6     | 1 (0+0+1+0) | 37.      |
| Remus Faur                                          | 10 km sprint           | 26:03,3     | 1 (0+1)     | 68.      |
| Remus Faur                                          | 20 km egyéni indításos | 55:01,5     | 4 (0+0+0+4) | 74.      |
| Gheorghe Pop                                        | 10 km sprint           | 28:04,4     | 5 (2+3)     | 86.      |
| Gheorghe Pop                                        | 20 km egyéni indításos | 54:40,1     | 3 (2+0+1+0) | 69.      |
| Cornel Puchianu                                     | 10 km sprint           | 25:52,7     | 1 (1+0)     | 60.      |
| Cornel Puchianu                                     | 12,5 km üldözőverseny  | 39:37,6     | 5 (1+1+2+1) | 58.      |
| Cornel Puchianu                                     | 20 km egyéni indításos | 53:12,1     | 4 (0+2+0+2) | 55.      |
| Marius Ungureanu                                    | 10 km sprint           | 28:59,1     | 4 (2+2)     | 87.      |
| George Buta Remus Faur Gheorghe Pop Cornel Puchianu | 4 × 7,5 km váltó       | 1:22:51,1   | 10 (1+9)    | 14.      |

Női
| Versenyző   | Versenyszám            | Időeredmény | Lövőhiba    | Helyezés |
| ----------- | ---------------------- | ----------- | ----------- | -------- |
| Tófalvi Éva | 7,5 km sprint          | 25:20,0     | 4 (2+2)     | 81.      |
| Tófalvi Éva | 15 km egyéni indításos | 52:13,7     | 7 (1+2+4+0) | 84.      |

## Bob
Férfi
| Versenyző                                                                          | Versenyszám | 1. futam | 1. futam | 2. futam | 2. futam | 3. futam | 3. futam | 4. futam | 4. futam | Összesítés | Összesítés |
| Versenyző                                                                          | Versenyszám | Idő      | Hely.    | Idő      | Hely.    | Idő      | Hely.    | Idő      | Hely.    | Idő        | Helyezés   |
| ---------------------------------------------------------------------------------- | ----------- | -------- | -------- | -------- | -------- | -------- | -------- | -------- | -------- | ---------- | ---------- |
| Mihai Cristian Tentea* Nicolae Ciprian Daroczi                                     | Kettes      | 49,69    | 14.      | 49,72    | 17.      | 49,93    | 25.      | 49,64    | 12.      | 3:18:98    | 18.        |
| Dorin Alexandru Grigore* Florin Cezar Crăciun Levente Bartha Paul Septimiu Muntean | Négyes      | 50,55    | 29.      | 50,79    | 29.      | 50,81    | 29.      | kiesett  | kiesett  | 2:32,15    | 29.        |

Női
| Versenyző                       | Versenyszám | 1. futam | 1. futam | 2. futam | 2. futam | 3. futam | 3. futam | 4. futam | 4. futam | Összesítés | Összesítés |
| Versenyző                       | Versenyszám | Idő      | Hely.    | Idő      | Hely.    | Idő      | Hely.    | Idő      | Hely.    | Idő        | Helyezés   |
| ------------------------------- | ----------- | -------- | -------- | -------- | -------- | -------- | -------- | -------- | -------- | ---------- | ---------- |
| Maria Constantin* Andreea Grecu | Kettes      | 51,17    | 12.      | 51,40    | 15.      | 51,39    | 14.      | 51,57    | 19.      | 3:25,53    | 15.        |

* – a bob vezetője

## Gyorskorcsolya
Női
| Versenyző            | Versenyszám | Eredmény | Helyezés |
| -------------------- | ----------- | -------- | -------- |
| Alexandra Ianculescu | 500 m       | 40,70    | 31.      |

## Sífutás
Férfi
| Versenyző              | Versenyszám | 1. futam | 1. futam | 2. futam | 2. futam | Összesítés | Összesítés |
| Versenyző              | Versenyszám | Idő      | Hely.    | Idő      | Hely.    | Idő        | Helyezés   |
| ---------------------- | ----------- | -------- | -------- | -------- | -------- | ---------- | ---------- |
| Alin Florin Cioancă    | 15 km       |          |          |          |          | 36:31,9    | 40.        |
| Paul Constantin Pepene | 15 km       |          |          |          |          | 36:19,1    | 35.        |
| Paul Constantin Pepene | 30 km       | 41:16,2  | 30.      | 36:37,8  | 28.      | 1:18:20,4  | 24.        |
| Paul Constantin Pepene | 50 km       |          |          |          |          | 2:18:44,0  | 30.        |

Női
| Versenyző          | Versenyszám | Idő     | Helyezés |
| ------------------ | ----------- | ------- | -------- |
| Lőrincz-Sára Tímea | 10 km       | 28:40,9 | 53.      |

Sprint
| Versenyző                                  | Versenyszám         | Selejtező | Selejtező | Negyeddöntő | Negyeddöntő | Elődöntő | Elődöntő | Döntő   | Helyezés |
| Versenyző                                  | Versenyszám         | Idő       | Hely.     | Idő         | Hely.       | Idő      | Hely.    | Idő     | Helyezés |
| ------------------------------------------ | ------------------- | --------- | --------- | ----------- | ----------- | -------- | -------- | ------- | -------- |
| Alin Florin Cioancă                        | Férfi egyéni sprint | 3:22,22   | 45.       | kiesett     | kiesett     | kiesett  | kiesett  | kiesett | 45.      |
| Alin Florin Cioancă Paul Constantin Pepene | Férfi csapatsprint  |           |           |             |             | 16:52,38 | 9.       | kiesett | 15.      |
| Lőrincz-Sára Tímea                         | Női egyéni sprint   | 3:48,84   | 61.       | kiesett     | kiesett     | kiesett  | kiesett  | kiesett | 61.      |

## Síugrás
Női
| Versenyző          | Versenyszám | Első forduló | Első forduló | Első forduló | Döntő | Döntő | Döntő | Összesítés | Összesítés |
| Versenyző          | Versenyszám | Táv          | Pont         | Hely.        | Táv   | Pont  | Hely. | Pont       | Helyezés   |
| ------------------ | ----------- | ------------ | ------------ | ------------ | ----- | ----- | ----- | ---------- | ---------- |
| Daniela Haralambie | Normálsánc  | 80,5         | 66,5         | 27.          | 85,0  | 84,3  | 20.   | 150,8      | 25.        |

## Szánkó
| Versenyző                      | Versenyszám | 1. futam | 1. futam | 2. futam | 2. futam | 3. futam | 3. futam | 4. futam | 4. futam | Összesítés | Összesítés |
| Versenyző                      | Versenyszám | Idő      | Hely.    | Idő      | Hely.    | Idő      | Hely.    | Idő      | Hely.    | Idő        | Helyezés   |
| ------------------------------ | ----------- | -------- | -------- | -------- | -------- | -------- | -------- | -------- | -------- | ---------- | ---------- |
| Valentin Creţu                 | Férfi egyes | 49,030   | 28.      | 49,085   | 33.      | 48,424   | 26.      | kiesett  | kiesett  | 2:26,539   | 29.        |
| Andrei Turea                   | Férfi egyes | 49,482   | 32.      | 48,489   | 26.      | 49,314   | 35.      | kiesett  | kiesett  | 2:27,285   | 31.        |
| Cosmin Atodiresei Ștefan Musei | Kettes      | 47,101   | 18.      | 47,171   | 19.      |          |          |          |          | 1:34,272   | 19.        |
| Raluca Strămăturaru            | Női egyes   | 46,469   | 8.       | 46,532   | 12.      | 46,606   | 9.       | 46,681   | 6.       | 3:06,288   | 7.         |

| Versenyző                                                         | Versenyszám  | 1. futam | 1. futam | 2. futam | 2. futam | 3. futam | 3. futam | Összesítés | Összesítés |
| Versenyző                                                         | Versenyszám  | Idő      | Hely.    | Idő      | Hely.    | Idő      | Hely.    | Idő        | Helyezés   |
| ----------------------------------------------------------------- | ------------ | -------- | -------- | -------- | -------- | -------- | -------- | ---------- | ---------- |
| Raluca Strămăturaru Valentin Crețu Cosmin Atodiresei Ștefan Musei | Vegyes váltó | 47,097   | 3.       | 49,609   | 11.      | 50,138   | 11.      | 2:26,844   | 10.        |

## Szkeleton
| Versenyző             | Versenyszám | 1. futam | 1. futam | 2. futam | 2. futam | 3. futam | 3. futam | 4. futam | 4. futam | Összesítés | Összesítés |
| Versenyző             | Versenyszám | Idő      | Hely.    | Idő      | Hely.    | Idő      | Hely.    | Idő      | Hely.    | Idő        | Helyezés   |
| --------------------- | ----------- | -------- | -------- | -------- | -------- | -------- | -------- | -------- | -------- | ---------- | ---------- |
| Dorin Dumitru Velicu  | Férfi       | 51,91    | 25.      | 51,51    | 23.      | 52,02    | 27.      | kiesett  | kiesett  | 2:35,44    | 25.        |
| Maria Marinela Mazilu | Női         | 53,31    | 18.      | 53,47    | 19.      | 53,48    | 18.      | 53,66    | 19.      | 3:33,92    | 18.        |